# Tailwind Airlines
Tailwind Airlines (eigentlich Tailwind Havayolları A.Ş.) ist eine türkische Charterfluggesellschaft mit Sitz in Istanbul und Basis auf dem Flughafen Antalya.

## Geschichte
Tailwind Airlines wurde 2008 von türkischen und britischen Geschäftsleuten gegründet. Sie erhielt am 12. Mai 2009 ihr Luftverkehrsbetreiberzeugnis von der türkischen Luftfahrtbehörde und führt seitdem Flüge durch.

## Flugziele
Tailwind Airlines führt Charterflüge für Reiseveranstalter sowie Wet-Lease-Einsätze hauptsächlich ab dem Flughafen Antalya im Auftrag anderer Fluggesellschaften durch.
Im deutschsprachigen Raum werden Basel, Berlin, Flughafen Bremen, Dresden, Flughafen Erfurt-Weimar, Düsseldorf, Köln, Leipzig, Frankfurt, Hamburg, Hannover, München, Münster/Osnabrück, Nürnberg, Stuttgart, Weeze, Wien und Zürich bedient.

## Flotte

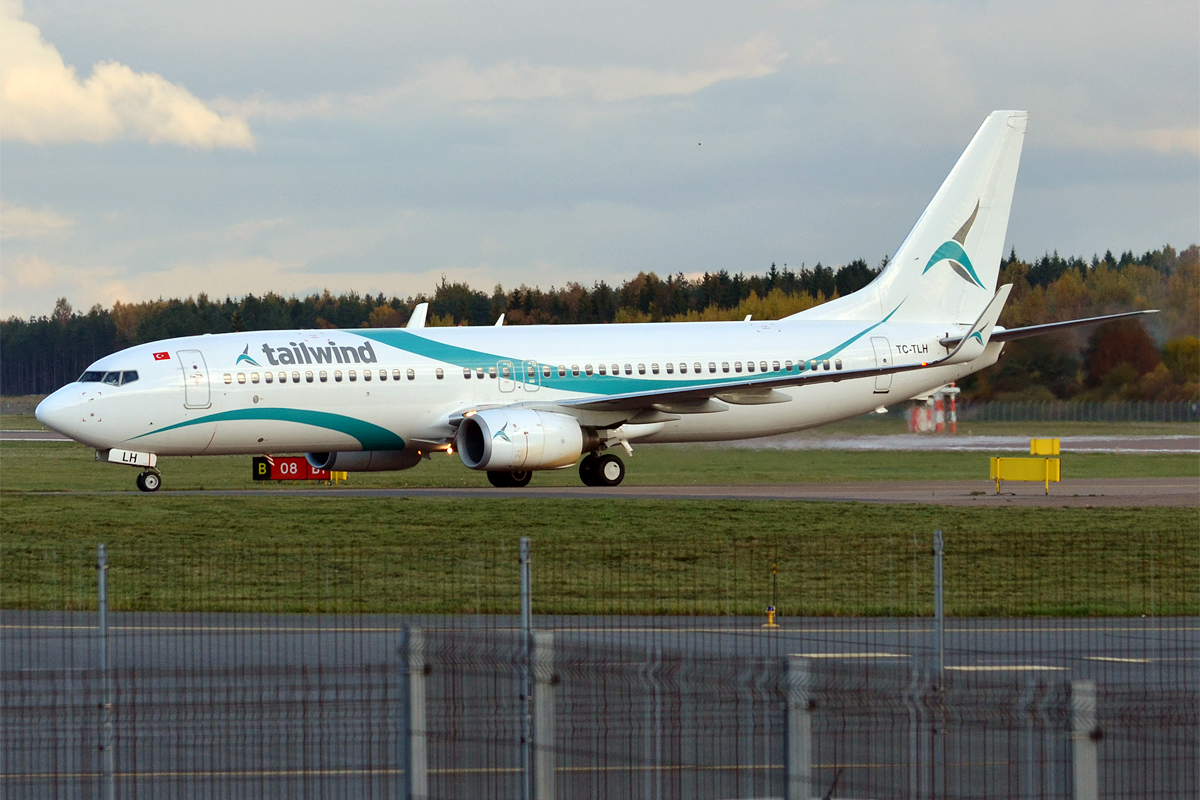
Inzwischen nicht mehr betriebene Boeing 737-800 der Tailwind Airlines

Mit Stand August 2024 besteht die Flotte der Tailwind Airlines aus sieben Flugzeugen mit einem Durchschnittsalter von 25,9 Jahren.
| Flugzeugtyp    | Anzahl | bestellt | Anmerkungen                                              | Sitzplätze | Durchschnittsalter |
| -------------- | ------ | -------- | -------------------------------------------------------- | ---------- | ------------------ |
| Boeing 737-400 | 5      |          |                                                          | 168        | 29,4 Jahre         |
| Boeing 737-800 | 2      |          | mit Winglets ausgestattet; eine betrieben für SunExpress | 189        | 17,3 Jahre         |
| Gesamt         | 7      | -        |                                                          |            | 25,9 Jahre         |

## Trivia
- Anfang September 2016 wurde eine Boeing 737-800 mit dem Luftfahrzeugkennzeichen TC-TLH aus dem Libanon verbannt, weil sie auf dem Flughafen Ben Gurion in Israel gelandet war. Nach einem technischen Check setzte Tailwind Airlines das zuvor an Wings of Lebanon verleaste und in deren Farben lackierte Flugzeug kurzzeitig auf eigenen Strecken ein.[3]